# Brian Jones (ballongflygare)

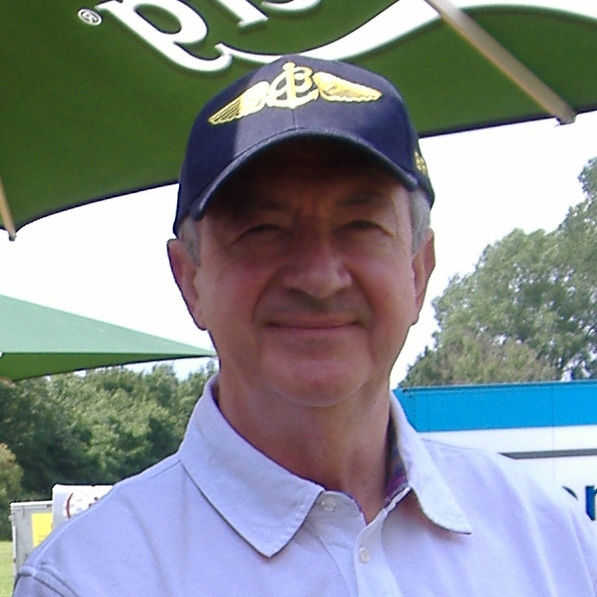
Brian Jones, 2007.

Brian Jones, född 27 mars 1947 i Bristol, England, är en brittisk ballongfarare.
Brian Jones genomförde tillsammans med Bertrand Piccard den första lyckade ballongflygningen runt jorden med varmluftsballongen Breitling Orbiter 3. 
Man startade 1 mars 1999 från Château d'Oex i Schweiz och landade efter 45 755 kilometers flygning som varat i 19 dagar, 21 timmar och 47 minuter i Egypten.
Flygningen väckte stor uppmärksamhet och de båda piloterna tilldelades bland annat Harmontrofén och FAIs guldmedalj.